# Coin (Iowa)
Pour les articles homonymes, voir Coin.
Coin est une ville du comté de Page, en Iowa, aux États-Unis. Elle est fondée en 1879 et incorporée le 30 juillet 1881.

## Source de la traduction
- (en) Cet article est partiellement ou en totalité issu de l’article de Wikipédia en anglais intitulé « Coin, Iowa » (voir la liste des auteurs).